# 原古典期
原古典期（Protoclassic period[stage,era]）とは、メソアメリカ考古学の編年で、先古典期後期から古典期前期の間に想定された時期区分の名称である。一般的には紀元前100年ないし同50年から紀元250年ないし同300年くらいの時期に位置づけられてきたが、最近では、後述するように概念の見直しを行い紀元1世紀から5世紀の初頭に位置づけるべきだという意見が出てきており、用いることを意識的に避ける研究者も多い。

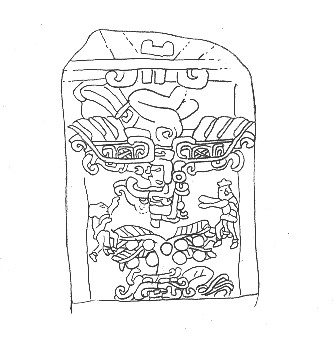
イサパ石碑2号

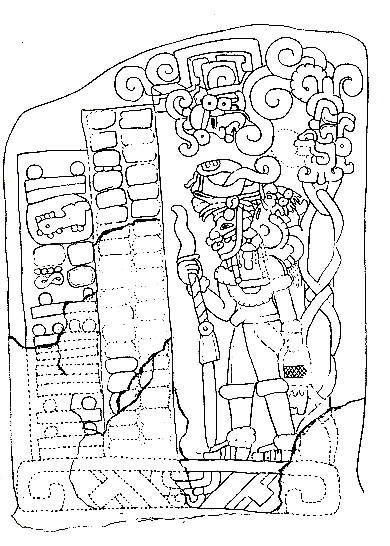
エル・バウル石碑1号。原古典期のイメージとしてグアテマラ高地やモンテ・アルバンII期の石碑が想定されている。

原古典期の概念は、1960年代まで漠然と紀元前300年前後のテオティワカンII期とモンテ・アルバンII期に並行し、文字が作られ、イサパ文化などにみられる石彫が造られた時期といったあいまいな使われた方をされてきたが、最も普遍的な定義はゴードン・ランドルフ・ウィリーが1977年に示したフローラル・パーク(Floral Park)相ないし土器複合(ceramic complex)、あるいは、ホルムルI式(Holmul I style)及びそれに似た土器、具体的には、タイプ・ヴァラエティ分類法によるアギラ・オレンジ、アグアカテ・オレンジと呼ばれるグループの乳房型四脚土器（mamiform tetrapod）に代表される土器群に特徴づけられる文化的な内容のこと位置づけられた。言い換えれば、紀元前50年から紀元250年くらいの先古典期の終末と古典期の初頭にあたる紀元250年から同300年に当たる明確なかたまりの時期区分としてとらえられてきた。それに次いで標準的と考えられる定義は、先古典期から古典期の発展段階のように示す概念である。マヤの研究者にとって原古典期という概念は文化的に中立的なものではなく、先古典期や後古典期が古典期の前後という編年的な点に重点があるのに対し、原古典期は、古典期の前兆ないし導入的な区分と考えられてきた。単純に紀元前50年から紀元250年を指し示すというのは、最も新しく出された概念で、二番目の定義に関連して、イサパ文化をはじめアバフ・タカリク、エル・バウルなどのグアテマラ高地周辺の石碑に代表される文化の時期という用いられ方をされてきた。

## フローラル・パーク相の土器の特徴

### 形状と変遷
原古典期の時期的指標を示す土器は、側面形状がZ字状（Z器壁）で、幾何学文と様式化された多彩色土器のモチーフをもち乳房型の脚を四つ持つのが特徴で、タイプ・ヴァラエティ分類でいえば、アグアカテ・オレンジ、イシュカンリオ・オレンジ多彩色（Ixcanrio Orange Polychrome）、二彩土器であるカヴィラン橙地黒彩（Cavilan Black-on-orange）及びGuacamollo赤地橙彩（Red-on-orange）と呼ばれる一連の土器群である。これらの土器はフローラル・パーク相を代表する土器であり、1961年の段階でウィリーとジェームス・C・ギフォード(James C. Gifford)は同じ土器とみなしてもよいとすら述べていた。こういった土器は、原古典期の土器複合がみられる遺跡から出土する。フローラル・パーク相には、オレンジの多彩色土器がいたるところで検出されるが、より新しい時期には、すべての遺跡で赤い単色土器にとってかわられていく。側面Z状のもののほうがより古く、横に走るすじのあるものとないもの、表面に上塗りがほどこされていないもの、胴部の半分くらいの頸部の壺は先行するチカネル期から原古典期へ続いていく。沈線の施された口縁部をもつ鉢も同様に原古典期まで続く。

### 研究史
フローラル・パーク相は、もともとホルムル遺跡からの出土品を基準に定義されてきた。つまり、原古典期の指標となるホルムルI式の土器群は、1910年から11年にR.E.MertinとG.C.Valliantによって調査されたホルムル遺跡の建造物Ｂの第8室（Room8）と第9室（Room9）の出土遺物から定義づけられた。層位的型式的に古いRoom9の遺物をホルムルIAとし、Room8の遺物をホルムルIBとしてきた。バルトン・ラミーの遺物とホルムルI式を比べると、型式的な点だけでなく層位的な位置関係から考えてもホルムルI式が古相と新相の二つに区分できることがおもいおこされると、ウィリーとギフォードは考える。

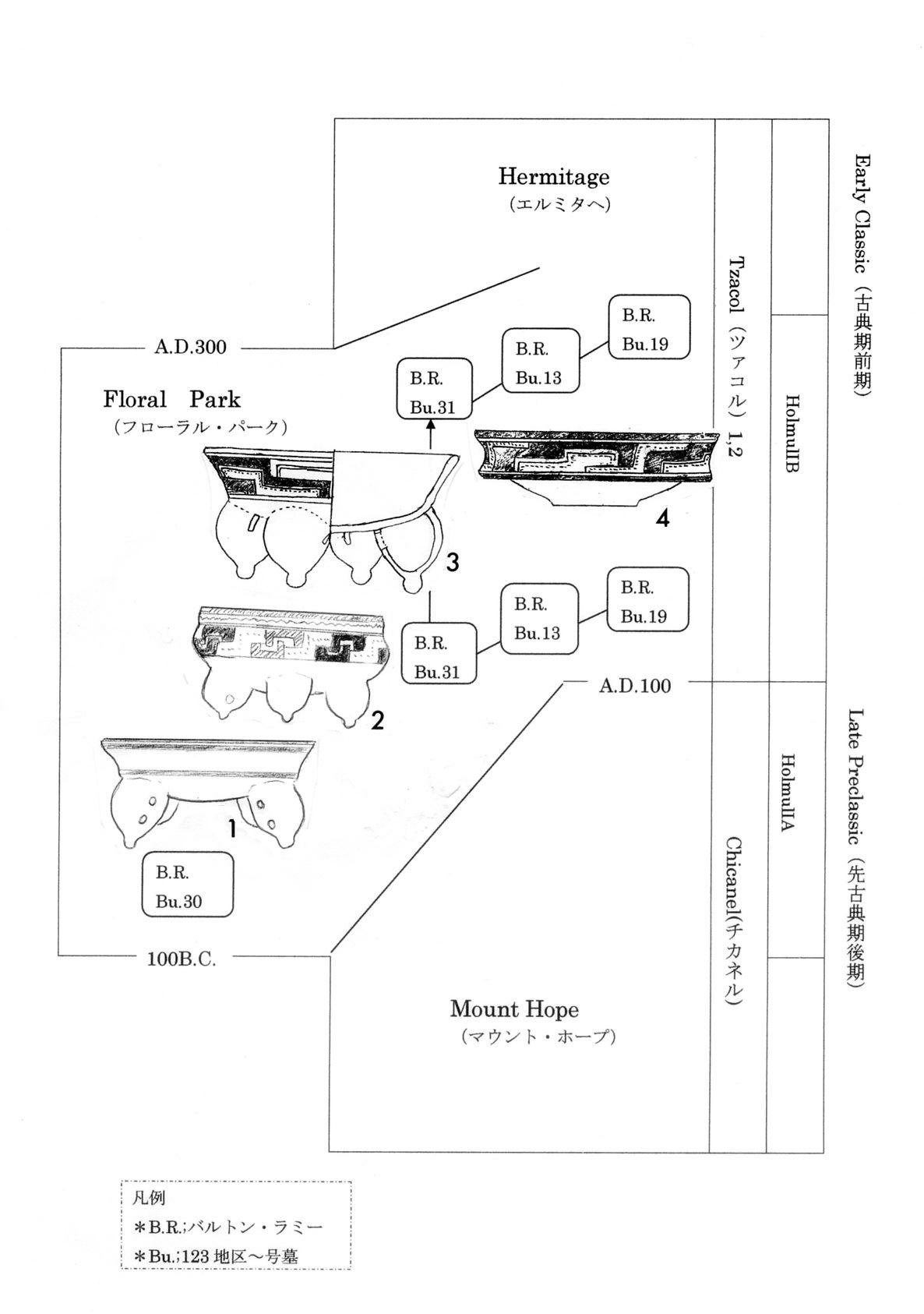
原古典期の土器と編年。
1.乳房型四脚土器(Guacamollo赤地橙彩（Red-on-orange))バルトン・ラミー123地区30号墓出土。ホルムルIA並行。
2.乳房型四脚土器(イシュカンリオ・オレンジ多彩色（Ixcanrio Orange Polychrome))バルトン・ラミー123地区31号墓出土。ホルムルIB並行。
3.乳房型四脚土器(イシュカンリオ・オレンジ多彩色（Ixcanrio Orange Polychrome))ナフ・トゥイニチ洞窟出土。
4.胴部鍔付鉢(Basal-flanged Bowl)バルトン・ラミー123地区19号墓出土。

ホルムルIBで確認されるマヤ低地の古典期前期（ツァコル相）的なアクトゥンカン・オレンジ多彩色(Actuncan Orange Polychrome)に属する鍔付鉢は、似たものがバルトン・ラミーの123地区の13号墓と19号墓の出土品にある。バルトン・ラミー出土の破片は、ホルムルIBとは同定できないが直線で囲まれた階段状のモチーフを黒点で囲む文様があり、これは標式遺跡であるワシャクトゥンの古典期前期初頭を示すツァコルI相の指標となる文様である。したがってバルトン・ラミーの123地区の13号墓と19号墓の鍔付鉢は、この二つの墓の編年的な位置づけがツァコルI相とホルムルIBが同時であることを思わせる。
13号墓から出土した乳房型四脚土器は、原古典期的なアグアカテ・オレンジであるがツァコル相の特徴を代表するアクトゥンカン・オレンジと共伴している。このことは、13号墓の土器はホルムルIBにきわめて近いつながりがあると推察させる。一方で19号墓は、そのような四脚土器はなく、アクトゥンカン・オレンジとの良好な資料に、より新しい時期のアグアカテ・オレンジを伴う。これは、ツァコルI相に近いつながりがあると考えることができる。30号墓や31号墓は、いずれにもアクトゥンカン・オレンジや他の胴部鍔付鉢(Basal-flanged Bowl)は、共伴していない。30号墓は小さな乳房型四脚土器が2個体検出されており、一つ目は、アグアカテ・オレンジでありもうひとつはアグアカテ・オレンジにきわめて近いGuacamollo赤地橙彩土器である。そのほかには、通常はみられない巨大な乳房型四脚をもつChiquibal modeledの鉢が出土している。しかもChiquibal modeledの鉢はホルムルIAの鉢と非常によく似ており、30号墓出土の3個体の土器の形状はホルムルI式に重心が置かれた傾向を示し、さらに言えばより古いホルムルIAにより近い特徴をもつので、ツァコルI式の時期までは降らないと考えられた。31号墓から出土した3個体の土器はホルムルI式を強く印象付けるものである。一方、31号墓では、乳房型四脚のイシュカンリオ・オレンジの鉢が出土していて、MerwinとVallantが指摘するほかのホルムルIAの土器でもみられる周囲に黒点を伴う階段状文様が描かれている。MerwinとVallantは、この文様についてツァコルI式に先行するホルムルIAとしたが、ウィリーとギフォードは、周囲に黒点を伴う階段状文様は、ツァコル式のアクトゥンカン・オレンジの文様であり、そのような文様の乳房型四脚土器はみたことがないことから、アクトゥンカン・オレンジに発展する最初の土器ではないかと考える。また31号墓には、器台付きの土器や漆喰の多彩色土器があって、これがホルムルIBからホルムルIII（古典期前期後半）の時期、サルの取手のついた蓋が、ホルムルII（古典期前期後半）以降、13号墓でも確認されているホルムルIBに位置づけられる蛇紋岩製の二枚貝を模したペンダントなどの出土品からも時期を位置づける必要があると主張し、層位関係から
- バルトン・ラミー30号墓＝フローラル・パーク古相/ホルムルIA並行
- バルトン・ラミー31号墓＝フローラル・パーク新相/ホルムルIB並行
- バルトン・ラミー13号墓＝エルミタヘ古相/ホルムルIBないしツァコル1並行
- バルトン・ラミー19号墓＝ツァコル1並行

とした。
1965年にグアテマラ・シティで行われた「マヤ低地土器」（Maya Lowland Ceramics）に関する学術会議では、明確なフローラル・パークのひろがりは、バルトン・ラミーとアルタル・デ・サクリフィシオスにみられ、ホルムルI式の分布範囲と重複していることが指摘された。ティカル、ワシャクトゥン、チャパ・デ・コルソにおいては、フローラル・パークがひろがった範囲に含まれているがフローラル・パークの要素が、幾分在地土器の伝統に影響を与えている段階として位置づけられた。ウィリーとギフォードは、フローラル・パークの起源はグアテマラ高地にあると考え、パトリック・カルバート（Patrick T.Culbert）は、エルサルバドルやホンジュラスに伝播の道筋がたどれると考えた。リチャード・アダムス(Richard E.W.Adams)は、北部キチェーとアルタ・ベラパス地方の当時の調査成果からカルバートの意見を支持した。
ウィリー、アダムス、カルバートは、人の移動がすべてではなく、土器の「規範」「系譜」がチカネル相から連続性しており、そのことは、もともとの人間の集団が連続していることが示され、もともと住んでいた人々が交易によって新しい製品を受け取っているととらえるべきとした。ゴードン・ウィリーとギフォードは、このような周辺地域からのフローラル・パークの影響は古典期前期の発展のさきがけをなすものと考えた。この会議で、ジェームス・C・ギフォード(James C. Gifford)は、フローラル・パーク土器圏とフローラル・パーク土器圏に分布する一連の土器群をホルムル・オレンジ土器(Holmul Orange Ware)とする概念を提唱し、メソアメリカ南部の高地からの人の移動があって先古典期から古典期におけるマヤ社会の変化に土器が対応していることを示すという仮説を出した。ギフォードは、ベリーズのバルトン・ラミー(Barton Ramie)遺跡のアグアカテ・オレンジ土器(Aguacate Orange Ware)と呼ばれる一群の土器は、エルサルバドルのチャルチュアパ(Chalchuapa)から出土する別種のアグアカテ・オレンジ土器と密接なつながりがあると考え、チャルチュアパのものは地方的なものとして位置づけたギフォードとアダムスは、フローラル・パーク相の土器が示すものは、新しい人々の集団を示す要素であって、それが各遺跡に出現すると考えた。
しかし、当時は、エルサルバドル高地や古典期マヤの外部由来と影響なるものは土器、建築物やその他の遺物、考えられうる文化的な特質は見いだせないと多くの研究者は考えていた。1970年代に、ダンカン・プリング(Duncan Pring)は、フローラル・パークという明確な土器様式が存在し、一定の範囲に広がっていること、原古典期に相当する時期の低地において、フローラル・パークの土器が、アルタル・デ・サクリフィシオス、バルトン・ラミー、ホルムル、マウンテン・コウ(Mountain Cow)、ノームルなど5遺跡で多量にみられ、ベリーズ北部の二ヶ所の遺跡、ベリーズ中西部の二ヶ所の遺跡、グアテマラ北部ペテン低地南東部のナフ・トゥイニチ洞窟（Naj Tuinich）、グアテマラ高地西部の一遺跡にまで分布していることを指摘した。1986年にアーサー・デマレスト（Arther Demarest）がチャルチュアパ、カミナルフユー、バルトン・ラミーの土器を比較してバルトン・ラミーのアグアカテ・オレンジは、チャルチュアパのものとは何のつながりもないと結論付けた。原古典期については高地から低地の人の移動があったが二つの地域の接触が反映されているのかそれともそのどちらでもないのかということが論じられてきた。しかし、ジェームス・E・ブラディ(James E. Brady)、ジョセフ・W・ボール(Joseph W. Ball)、ノーマン・ハモンド(Norman Hammond)に加えダンカン・プリング自身も原古典期の指標とされる土器の乳房型の脚は、先古典期後期からマヤ低地に固形ないし内部充填（solid）された円錐形に近い形で、伝統的に存在していて、それが球根のように膨らんだ形として「完成」したのがホルムルI式ないし、フローラル・パーク式であると考えるべきであって、原古典期に突如現れたものではないと主張するようになった。乳房型四脚土器は、紀元1世紀の間に発展して生産がとまったようであるが、マヤ低地では南東部よりも1世紀前かそれ以上前からあらわれていたととらえる。

### ウスルタン式土器と偽ウスルタン式土器の問題
原古典期段階でフローラル・パーク相の乳房型四脚土器とならんで重要なのは、ウスルタン式土器ないし「ウスルタン的施文」の施された土器である。ウスルタン式土器については、エルサルバドル、ホンジュラス、グアテマラ高地とマヤ低地とでは用語法が異なる。狭義のウスルタン式土器とは、エルサルバドルのタイプ・ヴァラエティ分類でイサルコ・ウスルタンと呼称されるネガティヴ技法によって橙地に白い波線文様を平行に多数施した土器のことを言うが、デマレストとロバート・シャーラー(Robert J.Sharer)は、エルサルバドルにおける「ウスルタン的施文」は、施文の内容や形状ではなく、レジスト技法によると定義した。一方で、マヤ低地では、施文方法ではなく、平行に波打つ多数の線が施されているという施文の内容や形状があるものを「ウスルタン的施文」と呼び、ウスルタン式土器とすら呼ぶこともある。レジスト技法そのものは、マヤ低地では、ベリーズ北部のクエリョ遺跡でマモム相（先古典期中期後半）に先行するブラーデン(Bladen)相（前900年 - 同650年頃）の後半に低地で初めて黒地赤彩及び黒地白彩の植物を用いたレジスト技法による施文法が現れた。先古典期の土器の施文法は、その後、直接彩色を行うポジティヴ・ペインティングとネガティヴ・ペインティングすなわちレジスト技法、最終的にレジスト技法の模倣があらわれるといった変遷をたどるが、平行に多数の波線を施文する土器とそれ以外の施文が施された土器とはそれぞれ独自の発展をとげる。波線でないレジスト技法は、ワシャクトゥンのマモム相だけでなく、セイバルのエスコバ（Escoba）相、ユカタン半島北部のジビルチャルトゥンのナバンチェ（Nabanche）相でも確認され、カンペチェ州からユカタン半島北西部までのひろがりをみせる。紀元前400年ごろに先古典期後期がはじまると波線文様でないレジスト技法は、アルタル・デ・サクリフィシオス、ティカル、ベカンなど多数の遺跡からの土器に見られ、低地の南部から北部まで普及していたことをうかがわせる。また、先古典期後期には、エルサルバドルの波線文様を施文したウスルタン式土器を意識して器面に波線文様を直接施文したポジティヴ・ペインティングの土器の普及が本格化する。これは、レジスト技法の波線文様を施したウスルタン式土器と区別して、「偽ウスルタン」(Pseudo-Usulutan)と呼ばれ、しばしば橙色の乳房型四脚土器と共伴し、原古典期の指標を示す土器と位置付けられてきた。これが見られるのはバルトン・ラミー、グアテマラ、パシオン川流域のアルタル・デ・サクリフィシオス、セイバル、カンペチェ州のベカンとナフ・トゥイニチ洞窟である。しかし、ポジティヴ・ペインティングの偽ウスルタンの出土状況を詳しく検証すると原古典期の指標となる橙色土器に先行して出現する。たとえば、アルタル・デ・サクリフィシオスでは、先古典期後期のプランチャ相で偽ウスルタンが現れ、先古典期終末とされるサリナス相では偽ウスルタンは消失し、原古典期の特色を示す乳房型四脚（mamiform tetrapod）土器があらわれる。またナフ・トゥイニチ洞窟では、偽ウスルタンと原古典期の特徴を示すオレンジ土器が層位的に共伴するがアギラ・グループと呼ばれるタイプの乳房型四脚土器は発見されない。ホルムルI式がベリーズやペテン低地東部で指標になるように「ウスルタン的施文」のポジティヴ・ペインティングは低地中央部で濃厚に分布するのではとブラディらは考える。

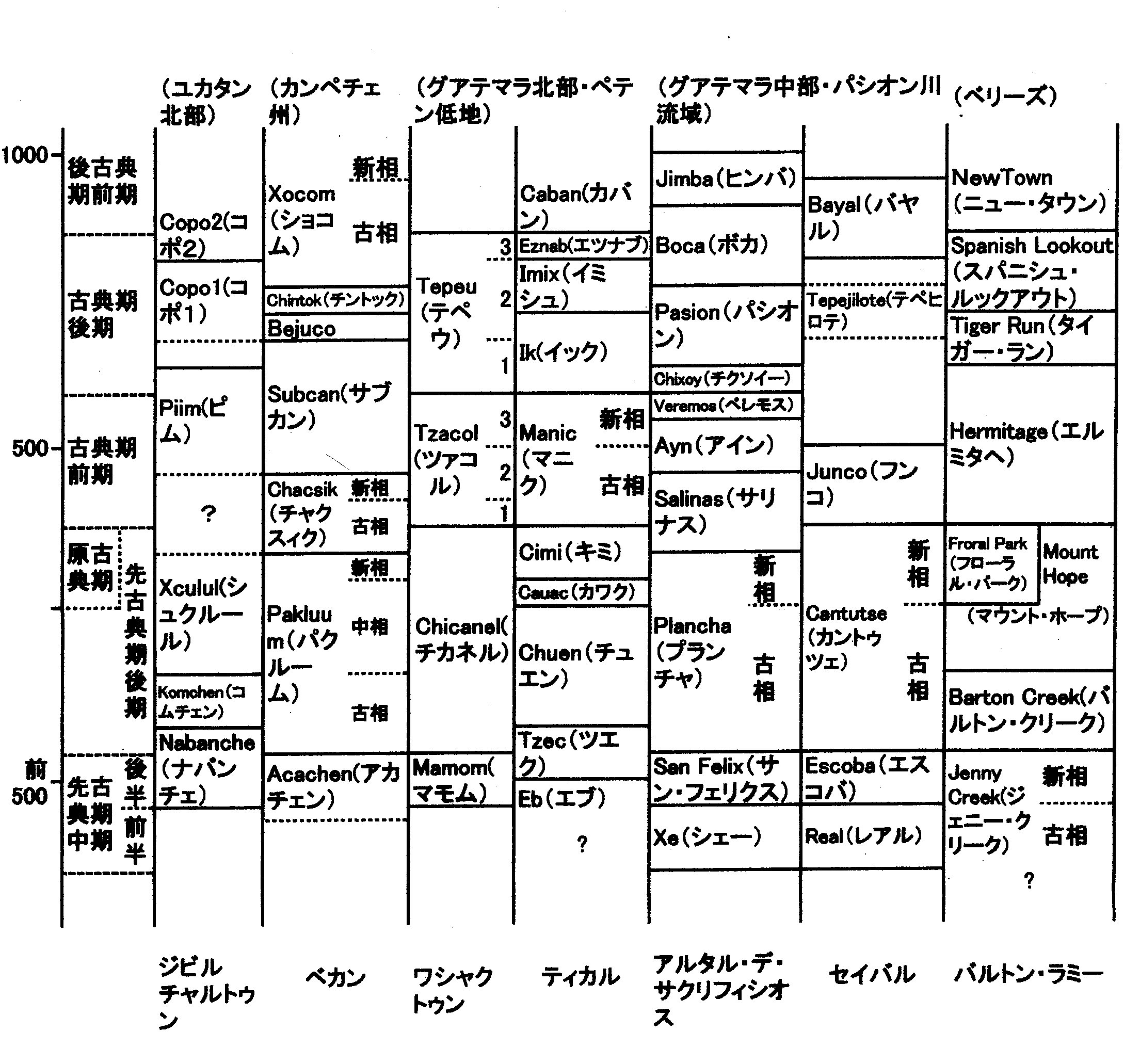
主なマヤ遺跡の編年表

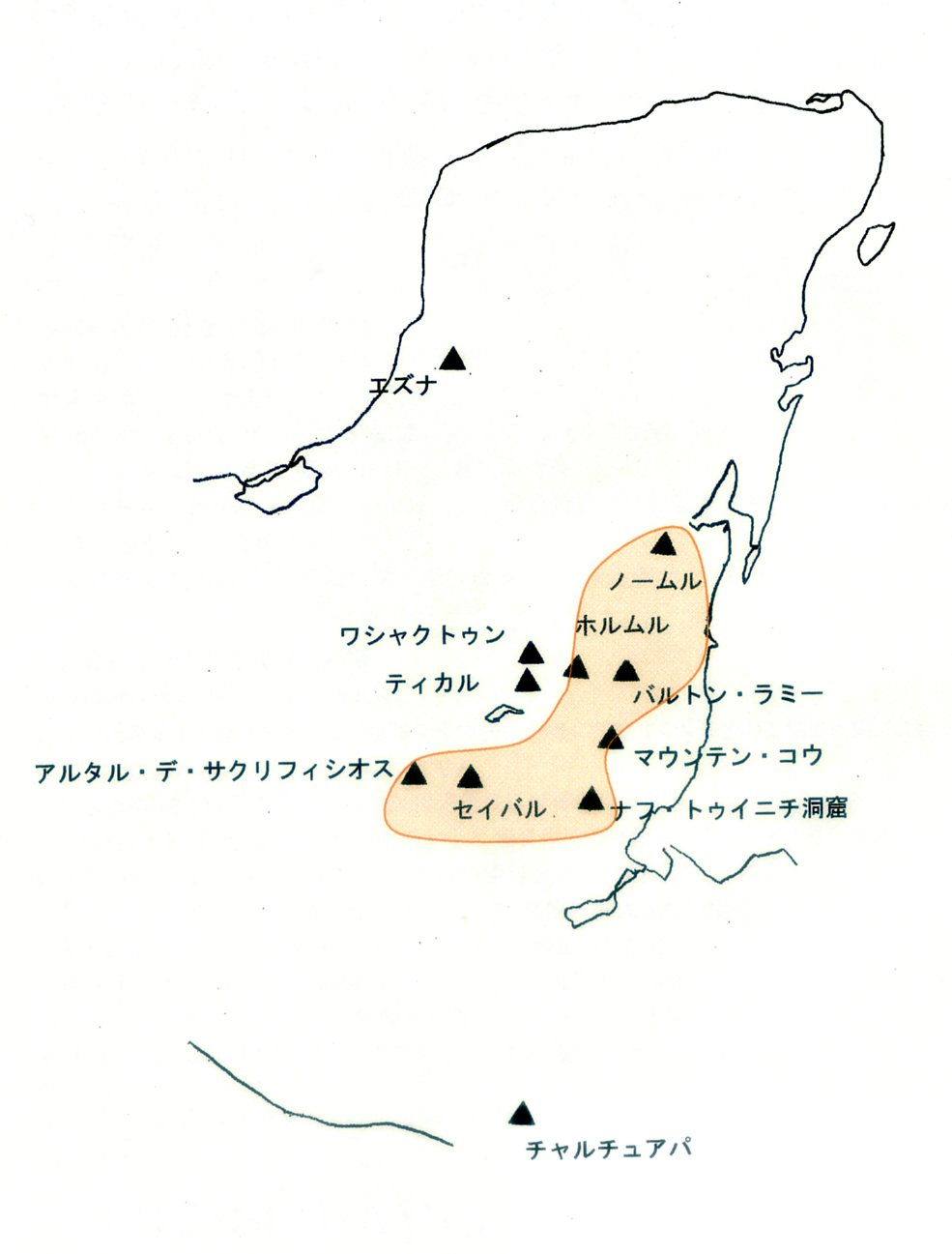
本文記載の原古典期のマヤ遺跡とフローラル・パーク土器圏のひろがり（橙色）。フローラル・パーク土器圏の範囲は、Willey,G.R.et.al.1967,Fig.6時点のものを一部修正

## 原古典期の土器の遺跡ごとの出土状況

### ベリーズ

#### バルトン・ラミー
先古典期後期（チカネル相）に並行するマウントホープ相で偽ウスルタン式のポジティヴ・ペインティングの土器が出土するが、フローラル・パーク相を象徴する土器と共伴するわけではない。ただし、フローラル・パークの特徴を示すすべての土器がフローラル・パーク土器複合の時期に現われている。アグアカテ・オレンジは、新しい地域的な単色土器でとして出現する。先行する土器複合からの連続性のなかでうかがわれる特徴である。

#### ホルムル
グループIIの構築物Bの墓からフローラル・パークの特徴を示す土器が出土する。二つの遺跡における土器の形態の違いは、多彩色土器に見られるスタイルの変化が時期区分の要素となり、胴部の鍔付きの鉢の存在が新相の存在の指標になっている。

#### ノームル
ベリーズ北部のノームルは、A.ハミルトン・アンダーソンとヒーバート・J.コック(Anderson and Cook 1944)によって調査され、出土土器を検証すると、先古典期後期から古典期前期に形式的に移行すると考えられる出土状況が確実な土器の共伴関係がみられる。すなわち乳房型四脚土器と質的に粗製であるが二彩土器と多彩色土器が共伴して出土している。器台、チョコレート色の壺、漆喰を表面に施した土器が見られる一方で時期的な指標となるものがみられない。偽ウスルタン式にみられるような口縁部の付け根を溝状にへこませ、口縁端部をかぎ状に外反させるタイプが見られない。偽ウスルタンの文様は、ノームルでもわずか1点のみの出土である。

### マヤ低地

#### パシオン川流域
グアテマラ低地南部のパシオン川流域のアルタル・デ・サクリフィシオスでは、チカネル相に並行するプランチャ(Plancha)相の時期に偽ウスルタン式のポジティヴ・ペインティングの土器が出土するが、サリナス(Salinas)相になると消失し、フローラル・パークの特徴を表す土器が出現している。カリバル赤色土器、アギラ・オレンジは新しい単色土器である。二彩土器や多様な形状を示す香炉の増加が著しくなる。
セイバルでは、ポジティヴ・ペインティングの土器がやはり先古典期後期のカントゥツェ（Cantutse）相から検出され、フローラル・パークの特徴を示す土器が散見される。

#### ペテン低地
ワシャクトゥンでは、イシュカンリオ・オレンジ多彩色の乳房型四脚土器がチカネル相の墓から出土している。しかし、原古典期に相当すると考えられていたマツァネル相の土器と言えるものが存在しない。ティカルでは、先古典期後期のカワク相に波線文様の土器が出土する。乳房型四脚土器の現れるキミ相に先行している。
ベリーズとの国境に近いペテン低地の南部にあるナフ・トゥイニチ洞窟では、ポジティヴ・ペインティングの土器と原古典期の特色を示すとされるオレンジ色土器が層位的に共伴する。しかしごくわずかであってアギラ・グループの乳房型四脚土器は発見されない。

#### カンペチェ州
メキシコ、カンペチェ州にあるベカンでは、先古典期後期のパクルーム（Pukluum）相の後期前半でネガティヴ・ペインティングの波線文様の土器があらわれ、パクルームの終末期にポジティヴ・ペインティングの波線文様があらわれるが、ホルムルI式を想起させるような土器は検出されない。エズナでも、ベカンのパクルーム相に並行するバルアルテス（Baluartes）相でベカンと同じタイプ・ヴァエティに属するポジティヴ・ペインティングの波線文様を施した土器が出土する。

### その他の遺跡
チカネル期の終末にチャパ・デ・コルソでフローラル・パークの特徴を表す土器がいくぶんみられる。

## ブラディ、ボール、ハモンド、プリングの提唱する原古典期の概念
ブラディ、ボール、ハモンド、プリングは、1998年にAncient Mesoamerica誌に掲載した論文(Brady et.al.1998)で、第一点として、原古典期という概念の性質は移行的なものと考えるのではなく、明確な土器の種類のユニットとしてとらえるべきであるので、このような土器の形状のみが強調されている概念をマヤ文明の発展段階の概念として用いるべきではないと主張する。また、第二点に原古典期の形式的な状況があきらかになったとし、ナフ・トゥイニチ洞窟の出土品からホルムル橙色土器であるアグアカテ・グループは、先古典期後期の橙色土器伝統の系譜をひき、ホルムルI式とされたイシュカンリオ・オレンジは、古典期のペテン光沢土器（Peten Gloss Ware）の一種として位置づけられることを強調しておきたい、とする。つまり原古典期の象徴的な土器であるイシュカンリオ・オレンジは、時期区分を示すものではなく古典期前期の低地マヤに属する土器と位置付けられるということである。第三点として原古典期段階とされてきた土器は、従来よりも広範にわたる形式としてとらえ、ホルムルI式とされたものは、地域的なアッセンブリッジか土器複合のうちのさらに細分化されたもののひとつをあらわしているにすぎないと考える。ホルムルI式という様式が含意しているものは多彩色のオレンジ光沢土器で乳房型四脚をもつ鉢や皿の集合以外のなにものでもなく一つのアッセンブリッジとみなすことはできないとする。
第四点として新たな原古典期の編年的位置づけを行うデータについて、第一段階と第二段階に区分する。第一段階として橙褐色のつや消し仕上げの土器の出現する75±25B.C.を開始時期として位置づける。第二段階として、A.D.150年ごろの明るいオレンジ色をした光沢土器の出現をもって区分する。この場合、最初のタイプが第二段階で必ずしも消失するわけではない。原古典期の終期についてイシュカンリオ・オレンジ多彩色のような乳房型四脚土器の消失ということと考えれば、A.D.400年よりもさかのぼることはないとする。さらに、原古典期を特定する土器群を物質的な表面調整の光沢にみられる技術的な違いが組み合わされているか否かという基準から考えるべきだと主張し、原古典期の期間は紀元前1世紀から5世紀の初めとする。この時期には歴史的な現象のみではなく技術的、美術的に重要な進歩が明確になった時期でもあり、原古典期の概念を土器の発展段階を軸として理解して用いるならば有用であり妥当であろうとする一方で、それ以外の意味で用いるならばマヤ考古学の語句からは、誤った概念を生み出すものであるので除外すべきだと主張する。
しかし、ことはそう単純ではなく、乳房型四脚土器が紀元前100年ないし同50年から紀元250年ないし同300年くらいの時期のものと考えられてきたこと、オルメカ文明のラ・ベンタが放棄された紀元前5世紀ころからチャパス州やグアテマラ高地でイサパ文化などの石彫を造られた2世紀頃までの時期を漠然と原古典期として位置づける考え方は根強く浸透していることから、原古典期の概念についてはその是非をめぐっても論争が続くものと思われる。